# 凯路斯
凯路斯（英語：Caelus）古罗马神话神祇之一。由于具有天空之意义而被视为神圣的化身，即相当于古希腊神话之乌拉诺斯。长期得到古罗马人的崇拜供奉与广泛传播，其形象亦反映于相关雕塑等艺术作品中，具有重要地影响与积极意义。